# Esterer WD

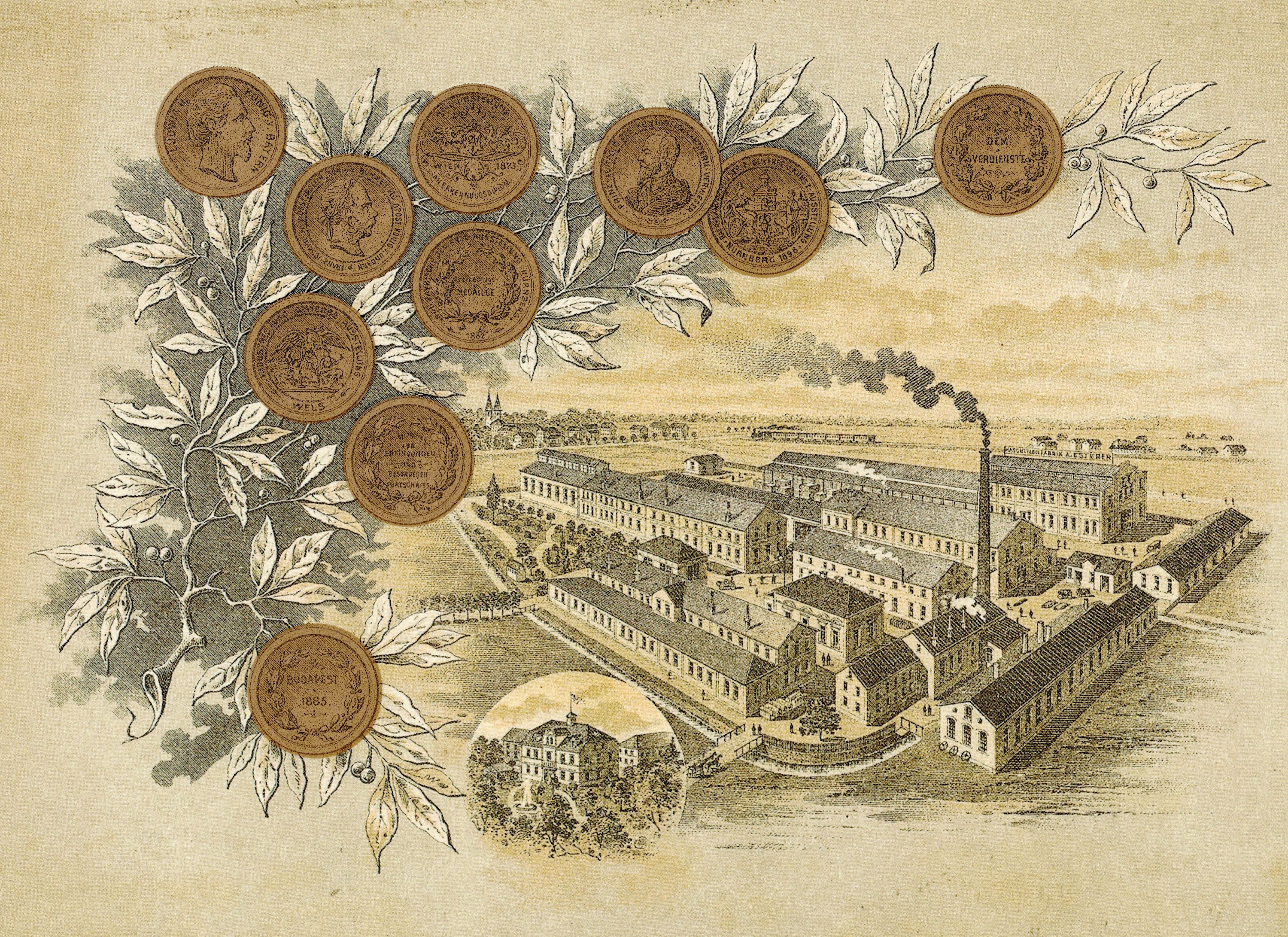
Esterer Fabrikgelände um 1900

Die Esterer WD GmbH, kurz EWD, ist ein Hersteller von Sägewerkseinrichtungen in Altötting und Reutlingen, der zur Linck Holzverarbeitungstechnik GmbH, Oberkirch, gehört. Beide Unternehmen sind gemeinsam Marktführer für Sägewerksanlagen, die überwiegend nach Russland, Südamerika, Mitteleuropa, Australien und China exportiert werden. Esterer WD ging aus einer Fusion der Traditionsunternehmen Wurster & Dietz GmbH & Co. Maschinenfabrik in Tübingen und der Maschinenfabrik Esterer AG in Altötting hervor.

## Geschichte

### Wurster & Dietz

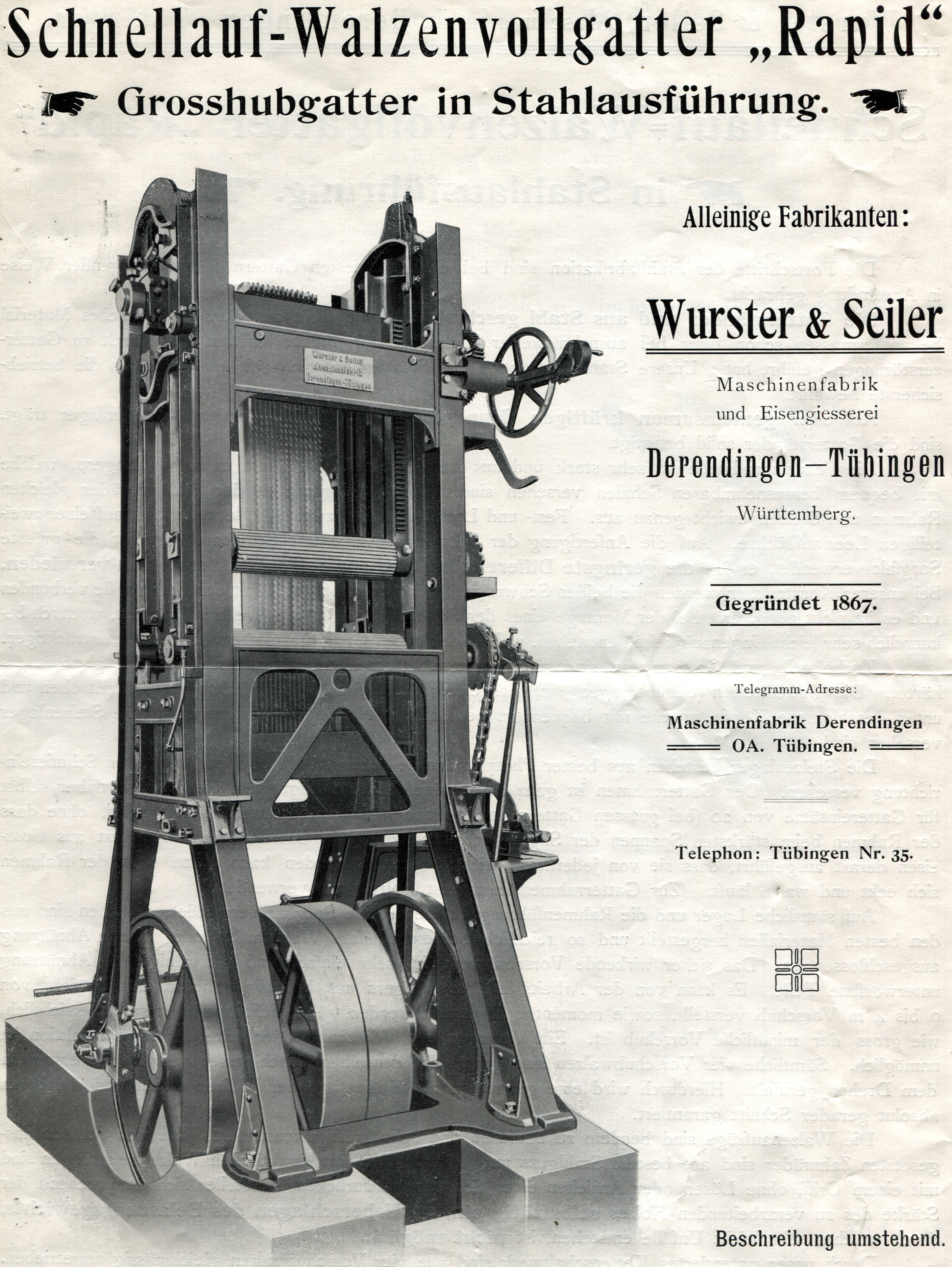
Gattersäge in Stahlausführung, Blick auf Schwungrad, Pleuelstange und Gatterrahmen

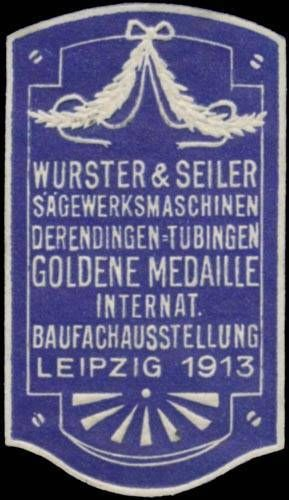

Julius Wurster und Karl Seiler gründeten 1867 in Derendingen, heute ein Ortsteil von Tübingen, das Unternehmen Wurster & Seiler, das sich sehr früh auf Sägemaschinen spezialisierte und ganze Sägewerke einrichtete. Schon 1877 wurde die erste Gattersäge gebaut. 1899 trat Paul Dietz, der mit einer Tochter von Julius Wurster verheiratet war, in das Unternehmen ein. 1916 wurde das Unternehmen in Wurster & Dietz umbenannt. 1911 kam eine firmeneigene Gießerei dazu.
Zu den einschneidenden Ereignissen der Firmengeschichte gehörten ein Großbrand im Jahre 1916, der die Fabrik in Derendingen zerstörte, 1943 im Zweiten Weltkrieg die Bombardierung des Firmengeländes, sowie 1945 die Demontage des Maschinenparks durch die französische Besatzungsmacht.
Die Nachkriegszeit war durch die erfolgreiche Weiterentwicklung der Sägewerksmaschinen gekennzeichnet. Kanada erwies sich als wichtiger Exportmarkt, bis 1960 wurden mehr als 200 Gatter geliefert. Von wesentlicher Bedeutung war die Erhöhung der Vorschubgeschwindigkeit der Sägen und die damit deutlich erhöhten Produktionskapazitäten der Sägewerke. Motor dieser Entwicklung in der Nachkriegszeit war Prof. Hans Dietz, Tübingen, ein Enkel des Namensgebers Paul Dietz.

### Maschinenfabrik Esterer AG

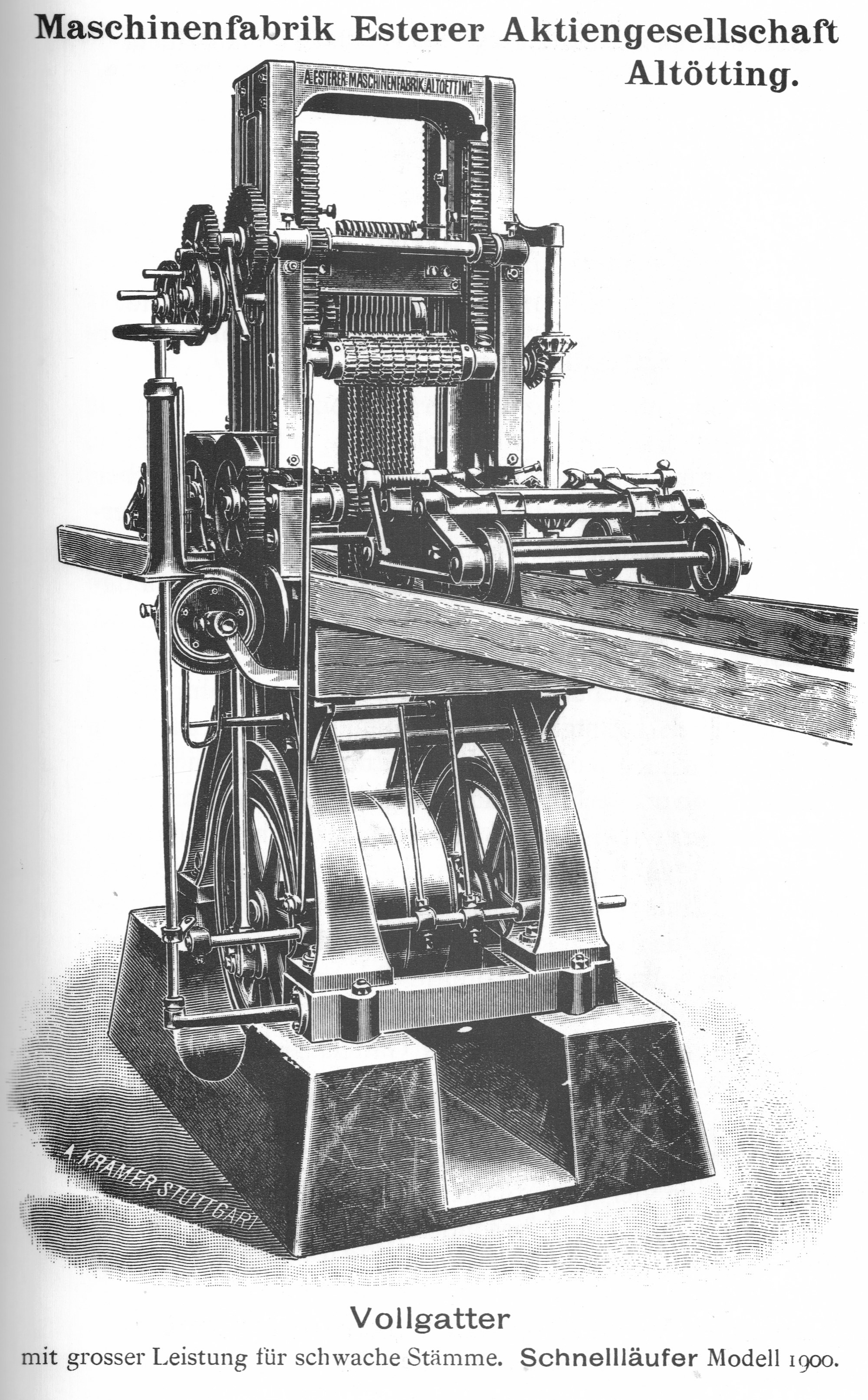
Esterer Gattersäge um 1900

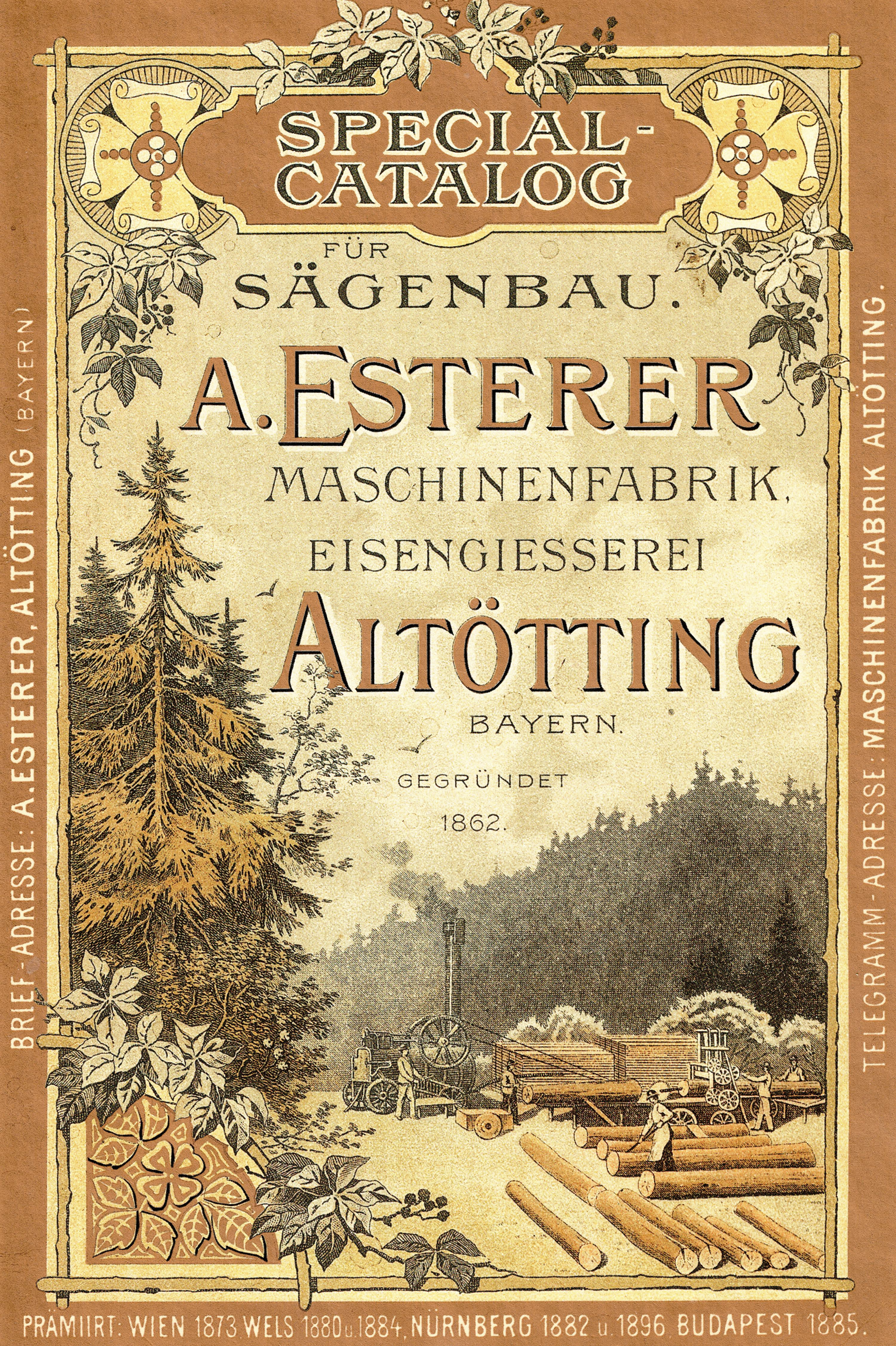
Katalog von Esterer um 1904

Die Maschinenfabrik Esterer mit Sitz in Altötting war ein oberbayerisches Traditionsunternehmen, das bereits 1862 von Josef Esterer, Landwirt, Bierspediteur und Getreidehändler und Josef Frimberger, Eisen- und Metallgießer, als Reparaturwerkstätte für landwirtschaftliche Maschinen und als Gießerei gegründet wurde. Hergestellt wurden Getreide-Quetschmaschinen, Göpel, Schrotmühlen und einfache Teile für Mühlen und Sägewerke. In der Folge wurde das Produktionsprogramm auf Dresch- und Dampfmaschinen ausgeweitet, später verlagerte sich der Tätigkeitsschwerpunkt auf die Sägewerkstechnik.
1880 investierte Esterer in ein Elektrizitätswerk, zunächst um das Unternehmen und ab 1894 auch die Stadt Altötting mit Strom zu versorgen. Im Jahre 1900 hatte das Unternehmen bereits 290 Mitarbeiter. Um den Kapitalbedarf zu decken, wurde in diesem Jahr das Unternehmen in eine Aktiengesellschaft mit einem Kapital von 1 Mio. RM umgewandelt. In der Folgezeit konzentrierte sich das Unternehmen auf den Bau von Dampflokomobilen, Dampfmaschinen für den landwirtschaftlichen Einsatz, Dreschmaschinen und nach dem Zweiten Weltkrieg mit einer breiten Palette an Maschinen für die Landwirtschaft vom Dungstreuer bis zur Erntemaschine. Zum Unternehmen gehörte auch weiterhin das Elektrizitätswerk. Von Anfang an war auch der Bau von Sägegattern und Sägewerksanlagen ein wichtiger Geschäftszweig. Die Esterer AG stellte auch Sägemaschinen für Steine, insbesondere von Marmorblöcken her.
Um 1960 beschäftigte das Unternehmen 840 Mitarbeiter und war der viertgrößte industrielle Arbeitgeber im Landkreis Altötting. In den 1970er Jahren zog sich die Esterer AG in Folge des Strukturwandels der Landwirtschaft von den landwirtschaftlichen Erzeugnissen weitgehend zurück und konzentrierte sich auf die Sägewerkstechnik. Um 1980 wurde die Gießerei verselbständigt. In Folge einer weitergehenden Marktkonsolidierung, auch im Sägewerksgeschäft, suchte die Esterer AG im Jahre 1996 die Anlehnung an den Wettbewerber Wurster & Dietz.

### Die Fusion
Zum 1. Januar 1997 fusionierten beide Unternehmen in der Weise, dass sie ihre Maschinenbauaktivitäten in eine gemeinsame neu gegründete Gesellschaft, die Esterer WD GmbH & Co. mit Sitz in Tübingen, einbrachten. WD steht für Wurster & Dietz, hinzu kommt das „E“ von Esterer, sodass daraus die Kurzbezeichnung „EWD“ wurde. EWD übernahm im ersten Schritt den gemeinsamen Vertrieb der Produkte beider Gesellschaften, dem die Produktion an beiden Standorten, Tübingen und Altötting, folgte. Ziel der Fusion war, die bisher erfolgreichen Produktpaletten beider Unternehmen, nämlich die Bandsägen der Esterer AG und die Kreissägen von Wurster & Dietz zusammenzuführen und in einem Unternehmen anzubieten. Die rechtliche Selbständigkeit der bisherigen Unternehmensträger Esterer AG und Wurster & Dietz blieben als Besitz- und Holding-Gesellschaften bestehen. Dort verblieb der gesamte Grundbesitz beider Gesellschaften. Auch die Gießereien, Esterer Gießerei GmbH, Altötting, und Esterer Gießerei Werk Wurzen GmbH, blieben bei Esterer AG. Das wirtschaftlich stärkere Unternehmen war Wurster & Dietz, denn es übernahm 41,9 % vom Kapital der Esterer AG.
Zu den Rationalisierungsmaßnahmen 1999 gehörte, das Werk von Wurster & Dietz in Tübingen zu schließen. Die Gebäude und der Maschinenpark entsprachen nicht mehr einem modernen Standard, auch war das Anwesen überdimensioniert. Es sollte verkauft werden und damit die Finanzkraft des Unternehmens stärken. Hans Dietz erwarb das Grundstück in der Bellinostraße 7 in Rottenburg am Neckar. Dorthin wurden Verwaltung und Produktion von Tübingen verlagert, ein großer Teil der Produktion ging nach Altötting.

### Folgen der Fusion
Das neue Unternehmen litt seit der Fusion an einer unzureichenden finanziellen Ausstattung. Der Erwerb der Immobilie in Rottenburg sowie des Aktienpaketes an der Esterer AG überforderte Wurster & Dietz finanziell. Der Einstieg in das Projektgeschäft mit der Errichtung ganzer Sägewerke sorgte für einen zusätzlichen Finanzbedarf, der aus eigener Kraft nicht erbracht werden konnte. Hinzu kam ein stark schwankender Auftragseingang, der es erforderlich machte, Zwischenfinanzierungen der Banken in Anspruch zu nehmen. Hinzu kam ein verlustreiches Jahr 1999, das einen Umsatz von nur noch 68 Mio. DM und einen Verlust von 13 Mio. DM brachte. Die Gewinne der beiden folgenden Jahre glichen diesen Verlust nicht mehr aus. In 2000 betrug der Umsatz wieder 107,1 Mio. DM und der Gewinn 3,6 Mio. DM und 2001 war der Umsatz 96,7 Mio. DM und der Gewinn 0,7 Mio. DM.
Ein Defizit dieser Fusion war, dass sie nicht vollständig vollzogen wurde. An beiden Standorten in Altötting und Rottenburg wurden nicht nur Verwaltungsaufgaben, sondern auch Produktion beibehalten. Zwei Konstruktionsbüros an beiden Standorten führten zu einem Festhalten überkommener Techniken. Die Vereinheitlichung der Produktsortimente wurde nicht vollzogen. Hieraus resultierten zusätzliche Kosten. Aufgrund der weiten Entfernungen zwischen beiden Standorten und den unterschiedlichen Unternehmenskulturen gab es Reibungsverluste in den Betriebsabläufen. In Altötting gab es eine hohe Fertigungstiefe. Der Maschinenpark war überaltert und führte wegen einer hohen Fertigungstiefe zu erhöhten Kosten.
Im Frühjahr 2001 standen Großaufträgen an, darunter auch ein großes Projekt in Russland. Esterer WD konnte die Finanzierung nicht erbringen und benötigte von seinen Banken einen Kontokorrentkredit über 3 Mio. € und Avalkredite in Höhe von 8 Mio. € von dem Bankenpool, dem fünf Banken angehörten. Vier Banken stimmten den Krediten zu, eine Bank lehnte sie ab. Damit wurde das Unternehmen zahlungsunfähig.

### Das Insolvenzverfahren von EWD
Am 11. März 2002 beantragte die Esterer WD GmbH & Co. beim Amtsgericht Tübingen die Eröffnung des Insolvenzverfahrens. Zum Insolvenzverwalter bestellte das Gericht den Stuttgarter Rechtsanwalt Volker Grub bestellt. EWD beschäftigte in Rottenburg 75 und in Altötting 244 Arbeitnehmer. In der Gießerei Altötting waren 82 und in der Gießerei Wurzen 40 Arbeitnehmer beschäftigt. Der Insolvenzverwalter führte das Unternehmen weiter und stützte sich auf Sanierungsmaßnahmen, die die Unternehmensberatungsgesellschaft REM AG, Stuttgart, vorgeschlagen hatte. Diese umfassten die Zusammenführung der Standorte, die Reduktion der Bestände, das Outsourcing von Blechfertigung und Stahlbau, die Einführung eines Qualitätsmanagements und ein konsequentes Nachkalkulieren aller Projekte. Für die Fortführung durch den Insolvenzverwalter waren erneut Bankkredite notwendig. Eine Großbank im Bankenpool konnte erneut nicht von der Wirksamkeit der vorgeschlagenen Sanierungsmaßnahmen überzeugt werden. Sie wurde jedoch von vier übrigen Banken abgelöst, die sodann dem Insolvenzverwalter eine Barkreditlinie von 1 Mio. und einen Avalkreditrahmen von 4 Mio. € einräumten.
Zur Restrukturierung des Unternehmens verlegte der Insolvenzverwalter alle Fertigungs- und Montagearbeiten von Rottenburg nach Altötting. Auch der Sitz des Unternehmens und damit alle Verwaltungsfunktionen wurden nach Altötting verlegt. In Altötting wurde die Fertigungstiefe verringert und die Produktion verschlankt. Mechanische Teile und Vorfertigungen wurden an Zulieferanten vergeben. Der Standort Rottenburg wurde aufgegeben und in Reutlingen günstigere Büroräume angemietet und nur noch ein Konstruktions-, Vertriebs- und Servicebüro mit 25 Arbeitnehmern beibehalten. In Altötting wurden 64 Arbeitnehmern und in Rottenburg 43 Arbeitnehmern gekündigt. EWD beschäftigte nun an den Standorten Altötting und Reutlingen insgesamt 260 Arbeitnehmer.
Die Geschäftsführung wurde neu geregelt. André Fey übernahm die alleinige Geschäftsführung. Max Esterer, ehemals Mitgeschäftsführer, übernahm als Prokurist Vertriebsfunktionen und Eigentümer Hans Dietz zog sich aus der Geschäftsführung zurück und stand dem Unternehmen auf der Grundlage eines Beratervertrages mit seinen technologischen Kenntnissen nachhaltig zur Verfügung.
Die Restrukturierungsmaßnahmen des Insolvenzverwalters waren erfolgreich. EWD erwirtschaftete wieder Gewinne. Mit Unterstützung des Freistaates Bayern konnte die Abwicklung eines Großauftrages finanziert werden. Die Bayerische Landesanstalt für Aufbaufinanzierung übernahm entsprechende Ausfallbürgschaften.
Grub beendete das Insolvenzverfahren von EWD mit einem Insolvenzplan. Dieser bot den Gläubigern eine Zahlungsquote von 10 %, den die Gläubiger in einer Gläubigerversammlung vor dem Amtsgericht Tübingen am 28. Januar 2004 einstimmig genehmigten. Das Insolvenzverfahren wurde daraufhin vom Gericht aufgehoben.

### Insolvenz von Wurster & Dietz
EWD gehörte nach Ende des Insolvenzverfahrens wieder je zur Hälfte der Esterer AG und zur Hälfter der ebenfalls im Konkursverfahren befindlichen Holding Wurster & Dietz GmbH & Co. Volker Grub war dort ebenfalls zum Insolvenzverwalter bestellt. Die Anteile von Wurster & Dietz an EWD veräußerte er an die Maschinenfabrik Esterer AG. Die Anteile von Wurster & Dietz an der Maschinenfabrik Esterer AG veräußerte er an leitende Mitarbeiter der Esterer AG. Damit gehörte EWD nun vollständig der Esterer AG. Diese war an der Börse notiert und EWD damit nicht mehr mit Insolvenzverfahren belastet.
Nach langem Zögern erwarb die Stadt Tübingen mit einem Kaufvertrag vom 22. März 2005 das seit sieben Jahren leerstehende Betriebsanwesen der Firma Wurster & Dietz GmbH & Co. in der Paul-Dietz-Straße in Tübingen. Die Stadt Tübingen plante und erstellte auf dem Gelände ein neues Wohnviertel. Aufgabe des Insolvenzverwalters blieb der Abbruch des Gebäudes und die Entsorgung der Altlasten sowie Auffüllungen auf dem Gelände. Die Räumung war im Januar 2006 abgeschlossen. Bereits am 24. Mai 2007 erfolgte der erste Spatenstich für das neue Wohngebiet für 200 Wohneinheiten für 600 Personen sowie ein Alten- und Pflegeheim.
Das Insolvenzverfahren der Firma Wurster & Dietz GmbH & Co. wurde im Jahre 2009 mit einer vollständigen Befriedigung aller Gläubiger abgeschlossen.

### Versuch eines Delistings
In der Folgezeit arbeitete die Esterer WD weiterhin mit Gewinn. Es stellte sich jedoch heraus, dass das Instrument der börsennotierten Gesellschaft für die Esterer AG finanziell zu aufwendig und die Offenlegungspflichten wettbewerbsschädlich waren. Wettbewerbern von Esterer WD wurde damit die Möglichkeit gegeben, in die wirtschaftlichen Verhältnisse wesentlich detaillierter Einblick zu nehmen. Bemühungen Esterer AG von der Börse zu nehmen, scheiterten an den rechtlichen Rahmenbedingungen.

### Linck übernimmt Esterer WD
Der Wettbewerber, Linck Holzverarbeitungstechnik GmbH, Oberkirch, unterbreitete der Esterer AG im Frühjahr 2007 ein Übernahmeangebot, das vom Vorstand am 4. Mai 2007 angenommen wurde. Linck übernahm nach wenigen Monaten auch die Betriebsgrundstücke in Altötting. Durch diese Übernahme entstand Europas größter Sägewerksausstatter. André Fey blieb bis zum Jahr 2015 Geschäftsführer der Esterer WD.

### Management-buy-out für die Esterer Gießereien
Die Esterer Gießerei GmbH, Altötting, und Esterer Gießerei-Werk Wurzen GmbH, Wurzen, wurden mit Wirkung zum 30. April 2008, von der LATO GmbH, München, übernommen. Eigentümer dieser Gesellschaft waren der Geschäftsführer der beiden Gießereien Hans Topol und der Unternehmer Richard Langlechner. Die Bayerische Beteiligungsgesellschaft mbH sowie die Altöttinger Unternehmens-Beteiligungsgesellschaft wurden Minderheitsgesellschafter.

## Heute
Die Allerthalwerke AG, Köln, wurden in den folgenden Jahren Mehrheitsaktionärin der Esterer AG und nutzen sie seither für das Halten von Unternehmensbeteiligungen. Am 27. April 2016 wurde die Zulassung zum amtlichen Handel im Freiverkehr der Münchner Börse zurückgezogen.
EWD hat sein Produktionsprogramm beibehalten und arbeitet erfolgreich unter Linck an den Standorten in Altötting und Reutlingen mit 250 Arbeitnehmern.